# 二死満塁
『二死満塁』（ツーダンフルベース）は、砂田弘作の少年野球をテーマとした児童文学作品。1978年にポプラ社より刊行され、同年度の全国読書感想文コンクールの課題図書になった。

## あらすじ
主人公の小学五年生、佐藤六助（通称「チビ六」）は前年に創設された少年野球チーム「エッグス」の遊撃手。あだ名の通り小さな体ながら溌剌としたプレーを見せる彼は町の人気者でもあった。前年は6チーム中5位だったエッグスだが今年は好調で、大会に優勝すれば北海道への旅行がプレゼントされるとあって選手一同大張り切りであった。ある日、母から預かった給食費を落としてしまい、途方に暮れたチビ六は仕方なく知り合いの不良少年、「(東京)タワー」こと斉藤勉に借りることにした。だが、借金の条件は「大会でわざとエラーをしてエッグスを負けさせろ」という八百長を行なうことであった。お金を手に入れるためにやむなく八百長に手を染めたチビ六だったが、八百長の依頼は一度だけに留まらず、タワー達のボスである「ダンプ(の健)」も絡んできて何度もやらされる事になってしまった。八百長により思い切りプレーできなくなった事やチームのみんなに対する後ろめたさにチビ六は悩む。ダンプから八百長の指示を受けながら、その「不振」が原因で先発メンバーから外され、結果的に八百長に手を染めずに済んだ事もあったが、罪悪感に耐えられなくなったチビ六は八百長を指示された試合で本能的にファインプレーをしてしまい、結果チームのみんなの信頼は取り戻すが、激怒したダンプ一味に捕まり、そこで初めて八百長の指示が少年野球を対象とした賭け事のためであった事を知る。その試合のダンプ達の負け分一万円を一ヶ月以内に弁償する様約束させられてようやく開放されるが、払うあてなどないためチビ六は途方に暮れる。
悩んだ彼が思いついたのは自分の知っている秘密をダンプに売り渡す事で一万円と相殺する事だった。それはチームメイトである、投手・森田信二の母親を、やはりチームメイトである山川立夫の父が車で撥ねてそのまま逃亡してしまったのを偶然目撃したものであった。チビ六からそれを聞いたダンプは、それが金になると判断して一万円と相殺する事に同意、目の前の問題は解決したが、チビ六の方は再び罪悪感に打ちのめされ涙にくれる。それ以降は八百長の指示もなくなり、チビ六は以前のような溌剌としたプレーを取り戻していた。リーグ戦も大詰めを迎え、エッグスは首位のフラッグスに僅差で優勝争いに踏みとどまっていたが、その頃になって再びダンプがチビ六に接近してきた。以前の「秘密」を金に換えるため、山川家の長女の前で事故の証言をしろと言うのである。しかしチビ六は証言の場で勇気を出して自らの発言を否定し、怒るダンプの手を掻い潜って逃げ出した。山川家に対する恐喝はこれで未遂に終わらせる事ができたが、ダンプは報復として、チビ六の八百長を糾弾する紙を町中に貼り付けた。町の住民にとっては、少年野球の八百長事件など大したニュースではなく、そもそも噂を流したのが札付きの不良であるダンプ達のため頭から問題にしない者がほとんどであったが、エッグスのメンバーは、かつてチビ六が彼らしからぬプレーをした事を覚えているため、既に監督の「熊さん」の通告で試合に呼ばれなくなっているチビ六とすれ違ったりする度に露骨に拒絶する態度を取った。一方で、ボスのダンプは決裂したものの、タワー自身は会う度に以前と変わりない態度で接してくれるのがチビ六にとっては救いだった。
チビ六という大きな戦力の抜けたエッグスだが、それでもエース森田の力投などで首位フラッグスに食い下がり、最後の最後でフラッグスが前年優勝のイーグルスに敗れた事でついに最終戦で優勝を賭けて激突する事になった。その試合直前、監督の熊さんはエッグスナインにチビ六を試合に出す事を打診する。当初は反対したナインだったが、熊さんの説得と、最後の「野球は九人でやるものだ。」の言葉で、森田や立夫が賛成、最終的に全員が賛成する。
また、試合直前に立夫の父は、これも勇気を出して森田の母に事故の犯人が自分である事を告げ、一緒に警察へ行っても構わないと言う。一瞬恨みと、警察に突き出そうという感情がよぎった森田の母だが、お互いの息子が友人同士である事から、これがきっかけで一生憎み合うような結果になってはいけないと思い直し、自分の記憶とは違う、あなたの勘違いでしょう、と惚けてみせた。
試合が互角の攻防を続ける中、近所の低学年の子供たちと遊んでいたチビ六の元に山川家の長女が自転車で駆けつけてチビ六に事の次第を伝え、彼は自転車を借りて試合会場に向かう。途中で今度はバイクに乗ったタワーと出会った。顔に傷がついているが、ダンプとけんか別れして殴られたものだという。事情を知っているタワーはチビ六を自分のバイクの後ろに乗せて会場に向かう。会場に着いたチビ六のもとに熊さんがやって来て、いきなり彼の頬に平手打ちを食わせ「悪い事をした罰だ。痛かったか？　この痛さを忘れるなよ。」と言ってチビ六をベンチに連れて行った。そして審判に選手交代を告げ、チビ六には「野次が飛んでも気にするな。もう罰は受けたんだからな。」と言い聞かせて送り出す。最後、チビ六はみんなの期待に応え、自らのファインプレーでリードを守り切ってエッグスの優勝を決めるのだった。

## テレビアニメ
1982年5月5日に本作を基にした単発テレビアニメがフジテレビ系列『日生ファミリースペシャル』で放送された。放送時間は水曜 16:30 - 18:00 （日本標準時）。
アニメ化にあたって、当時「野球浪人」中の長嶋茂雄が本人役で特別出演。長嶋は冒頭で作品に関するコメントを述べたり、劇中に登場したりしていた。2005年4月には、CSチャンネルの日本映画専門チャンネルで行われた企画「長嶋茂雄映画祭り」の一環として放送された。

### キャスト
- ナレーター - 古今亭志ん朝
- チビ六 - 田中真弓
- 熊さん - 大塚周夫
- 森田信一 - 丸山裕子
- 山川立夫 - 山本圭子
- タワー - 曽我部和行
- ダンプ - 安西正弘
- 山川徳蔵 - 阪脩
- 徳蔵の妻 - 太田淑子
- 森田ヒサ - 牧野和子
- チビ六の父 - 池水通洋
- チビ六の母 - 小宮和枝
- サングラスの鉄 - 沢りつお
- 山川友代 - 石川ひとみ
- 特別出演 - 長嶋茂雄 ほか

### スタッフ
- 原作 - 砂田弘（ポプラ社刊）
- 演出・作画監督 - 芝山努
- 脚本 - 矢代静一
- 音楽 - 穂口雄右、久石譲
- 美術監督 - 門野真理子
- 音響監督 - 田代敦巳
- 製作 - 大橋雄吉、田代敦巳
- 企画コーディネーター - 大橋益之助
- プロデューサー - 藤原正道、対木重次、久保田榮一
- 絵コンテ - 山田みちしろ、河内日出夫
- 原画 - 須田裕美子、吉本桂子、後藤真砂子、大塚典子、若山佳治、志村宣子、加藤鏡子
- 動画 - 清水還、佐藤真人、大貫健一、洞沢由美子、藍原佳幸、生野裕子、辻久子、鈴木玲子、福富和子、川東桃代
- 背景 - 福井のり子
- 色彩設定 - 渡辺由美
- 仕上 - シャフト、グループ・ジョイ、虫プロダクション
- 撮影 - ぎゃろっぷ
- 編集 - 古川雅士
- 録音 - 新坂録音
- 録音ミキサー - 伊藤忠美
- 音響効果 - 柏原満
- 制作担当 - 藤田健
- 製作協力 - 亜細亜堂
- 制作 - 東宝、グループ・タック、フジテレビ

### 主題歌
- オープニングテーマ - 「年下マイボーイ」
- エンディングテーマ - 「夕陽のメロディー」
  - 作詞 - 竜真知子 / 作曲 - 穂口雄右 / 編曲 - 久石譲 / 歌 - 山野さと子（コロムビアレコード）

| フジテレビ系列 日生ファミリースペシャル | フジテレビ系列 日生ファミリースペシャル | フジテレビ系列 日生ファミリースペシャル      |
| 前番組                                  | 番組名                                  | 次番組                                       |
| --------------------------------------- | --------------------------------------- | -------------------------------------------- |
| 吾輩は猫である （1982年2月17日）        | 二死満塁 （1982年5月5日）               | 孫悟空シルクロードをとぶ!! （1982年6月17日） |

## その他
『小学六年生』1979年4月号から同年11月号に、本作を原作とする漫画作品『ガッツだ!ちび六』（作画 - のむらしんぼ）が連載されていた。こちらは試合中に負傷したエースに代わってチビ六がピッチャーを務めるなど、一部原作に無い描写があるが、原作でもチビ六はピッチャーも上手かったと、タワーこと斉藤勉との思い出話で言及されている。